# Notopleura crassa
Notopleura crassa är en måreväxtart som först beskrevs av George Bentham, och fick sitt nu gällande namn av Charlotte M. Taylor. Notopleura crassa ingår i släktet Notopleura och familjen måreväxter. Inga underarter finns listade i Catalogue of Life.